# Spanaway
Spanaway ist ein census-designated place (CDP) im Pierce County im US-Bundesstaat Washington. Zum United States Census 2010 hatte Spanaway 27.227 Einwohner. Spanaway ist ein gemeindefreies Gebiet nahe Tacoma und wird oft mit dem mehr urbanen, aber weniger wohlhabenden Parkland gleichgesetzt.
Spanaways Hauptgeschäftsstraße ist die Pacific Avenue South, die im Gebiet von Spanaway mit der Washington State Route 7 identisch ist.
Der Song „The Needle Has Landed“ von Neko Cases CD Fox Confessor Brings the Flood erwähnt Spanaway am Rande. Die Alternative Pop/Rock-Band Seaweed aus Tacoma hat ein Album mit dem Titel Spanaway herausgebracht. Die Band The Movielife aus Long Island singt gleichfalls einen Titel „Spanaway“.

## Geschichte
Die Hudson’s Bay Company mit Hauptquartier in Fort Nisqually kontrollierte die Region bis 1863. Karten und Aufzeichnungen der Company zeigen die Tochtergesellschaft Pugets Sound Agricultural Company als Rinder-, Getreide- und Schafzuchtbetrieb an einer „Spanueh Station“ an den Süd- und Ostufern eines „Spanueh Lake“. Spanueh ist die Schreibweise der Hudson Bay Company für den indigenen Lushootseed-Begriff spadue, der „ausgegrabene Wurzeln“ bedeutet und Bezug auf die Prärielilien und andere Pflanzen nimmt, deren Wurzeln essbar sind. Das Lushootseed erfuhr in den 1880er Jahren den Verlust einer Reihe nasaler Konsonanten, so dass „Spanueh“ einfach eine Transkription des früher so ausgesprochenen Begriffs „Spadue“ ist.
Der erste weiße Siedler, der ein Grundstück am See geschenkt bekam, Henry de la Bushalier, versuchte den See nach sich selbst umzubenennen. Dies geriet jedoch mit seinem Tod ein Jahr später aus dem Fokus der Öffentlichkeit. 1890 wurde das Gebiet in „Lake Park“ als geplante Gemeinde durch die Lake Park Land, Railway and Improvement Companyumbenannt, welche alles Land in der Umgebung des Sees aufkaufte und eine Eisenbahnlinie zu ihrem „Mekka der Erholung“ am Ufer des „Spanaway Lake“ bauen ließ. Als der Mount-Rainier-Nationalpark 1899 gegründet wurde, sollten die Touristen den Zug zu seinem Endhalt in Lake Park nehmen und von dort eine zweitägige Reise zum Mount Rainier unternehmen, um so aus Spanaway das eigentliche „Tor“ zum Mount Rainier zu machen. Die Reise wurde per Postkutsche unternommen, eine Übernachtung in Eatonville war vorgesehen; die Route war bis Anfang 1893 in Betrieb.
Obwohl das United States Board on Geographic Names die Gemeinde 1897 als „Lake Park“ anerkannte, wurde die Entscheidung 1970 mit großer Verzögerung revidiert und der allgemein gebräuchliche Name Spanaway (Spanueh) verwendet.

## Geographie
Nach dem United States Census Bureau nimmt der CDP eine Gesamtfläche von 22,6 km² ein, wovon 21,6 km² Land- und der Rest Wasserflächen sind.

### Nachbargemeinden
| Lakewood               | Parkland                                    | Puyallup     |
| McChord Air Force Base | Kompassrose, die auf Nachbargemeinden zeigt | Frederickson |
| Fort Lewis             | Elk Plain                                   | Graham       |

## Demographie
| Jahr | Einwohner 1 |
| ---- | ----------- |
| 1970 | 5.768       |
| 1980 | 8.868       |
| 1990 | 15.001      |
| 2000 | 21.588      |
| 2010 | 27.227      |
| 2017 | 31.616      |

Nach der Volkszählung von 2000 gab es in Spanaway 21.588 Einwohner, 7.659 Haushalte und 5.820 Familien. Die Bevölkerungsdichte betrug 1000,6 pro km². Es gab 7.963 Wohneinheiten bei einer mittleren Dichte von 369,1 pro km².
Die Bevölkerung bestand zu 71,13 % aus Weißen, zu 9,11 % aus Afroamerikanern, zu 1,61 % aus Indianern, zu 6,34 % aus Asiaten, zu 2,12 % aus Pazifik-Insulanern, zu 2,15 % aus anderen „Rassen“ und zu 7,55 % aus zwei oder mehr „Rassen“.
Von den 7659 Haushalten beherbergten 40,4 % Kinder unter 18 Jahren, 57,1 % wurden von zusammen lebenden verheirateten Paaren, 13,6 % von alleinerziehenden Müttern geführt; 24 % waren Nicht-Familien. 18,2 % der Haushalte waren Singles und 4,8 % waren alleinstehende über 65-jährige Personen. Die durchschnittliche Haushaltsgröße betrug 2,82 und die durchschnittliche Familiengröße 3,17 Personen.
Der Median des Alters in der Stadt betrug 33 Jahre. 30 % der Einwohner waren unter 18, 8,4 % zwischen 18 und 24, 32,7 % zwischen 25 und 44, 21,5 % zwischen 45 und 64 und 7,3 % 65 Jahre oder älter. Auf 100 Frauen kamen 99,3 Männer, bei den über 18-Jährigen waren es 96,2 Männer auf 100 Frauen.
Alle Angaben zum mittleren Einkommen beziehen sich auf den Median. Das mittlere Haushaltseinkommen betrug 46.210 US$, in den Familien waren es 50.076 US$. Männer hatten ein mittleres Einkommen von 35.525 US$ gegenüber 26.758 US$ bei Frauen. Das Pro-Kopf-Einkommen betrug 17.928 US$. Etwa 7,8 % der Familien und 10,8 % der Gesamtbevölkerung lebte unterhalb der Armutsgrenze; das betraf 15,5 % der unter 18-Jährigen und 7,3 % der über 65-Jährigen.

## Persönlichkeiten
- Mike Blowers – MLB-Baseballspieler
- Jerry Cantrell – Gitarrist der Band Alice in Chains
- Ezra Cleveland – American-Football-Spieler
- Derrike Cope – NASCAR-Fahrer
- Jo Koy – Stand-up comedian
- Rick Story – Kämpfer in der Ultimate Fighting Championship

## Sehenswürdigkeiten

### In Spanaway
- Spanaway Airport
- Shady Acres Airport
- Spanaway Park
- Spanaway Lake
- Spanaway Historical Society
- Prairie House Museum
- Lake Spanaway Golf Course
- Classic Golf Club
- Spanaway Park Shopping Center
- Spanaway Village Shopping Center
- Sunbird Shopping Center
- LeMay Family Collection Foundation

### In der Umgebung von Spanaway
- Sprinker Recreation Center & Ice Arena
- Parkland/Spanaway Public Library im Pierce County Library System
- McChord Field/ Fort Lewis
- Pacific Lutheran University
- America’s Car Museum

## Bildung
Die öffentlichen Schulen in Spanaway werden vom Bethel School District verwaltet.
- Grundschulen:
  - Camas Prairie Elementary School
  - Centennial Elementary School
  - Elk Plain School of Choice Elementary School
  - Evergreen Elementary School
  - Pioneer Valley Elementary School
  - Shining Mountain Elementary School
  - Spanaway Elementary School
  - Thompson Elementary School
- Junior Highschools:
  - Bethel Junior High School
  - Cedarcrest Junior High School
  - Liberty Junior High School
  - Spanaway Junior High School
  - Cougar Mountain Middle School
- Highschools:
  - Bethel High School
  - Challenger Secondary School
  - Spanaway Lake High School
- Privatschulen:
  - Bethel Baptist Christian School (Klassenstufen 4–12)
- Colleges in der Umgebung:
  - Pacific Lutheran University (Parkland)
  - Colleges in Tacoma
  - Colleges in Lakewood
  - Colleges in Puyallup
  - Colleges in Fort Lewis